# Ximena Cuevas
Ximena Cuevas (Ciudad de México, 1963) es una realizadora de vídeo y artista de performance mexicana. Su trabajo a menudo explora las posibilidades de relación entre el aspecto social y las cuestiones de género en la sociedad contemporánea, sin pasar por alto el concepto del juego y el rol del artista como operador lúdico.
Cuevas es una de las principales exponentes de la primera generación de artistas del videoarte en México que fueron legitimadas e institucionalizadas. Su trabajo fílmico ha sido mostrado en festivales como Sundance y el New York Film Festival, así como en sedes tan importantes como el Museo de Arte de Berkeley, el Museo de Arte Contemporáneo de San Diego, el Museo Universitario de Arte Contemporáneo de la Ciudad de México, el Museo de Arte Moderno de Nueva York (el mismo que adquirió en 2001 nueve de sus piezas para su colección de vídeo), el Guggenheim de la misma ciudad y el Centro Pompidou de París y en diferentes países como España, Canadá, Alemania, Finlandia, Venezuela y Estados Unidos, entre otros.

## Datos biográficos
Ximena Cuevas nació en la Ciudad de México en 1963; segunda de las hijas del matrimonio conformado por Bertha Riestra, psicóloga y promotora cultural y José Luis Cuevas, un artista visual que ejerció gran influencia en la formación temprana de Ximena: “Desde niña estaba pegadita a su mesa de dibujo, fascinada de ver todas esas líneas con vida propia de alguna manera […}” 
Su educación en el cine comenzó cuando tenía 13 años, cuando vio alrededor de 4 películas por día durante 2 años mientras estudiaba la secundaria en París. A los 16 años comenzó a trabajar en la Cineteca Nacional de México reparando películas históricas.
Después de vivir con su familia en sitios como la Ciudad de México, Cuernavaca, París y Nueva York, Cuevas decidió consagrar su vida al cine, trabajando en primera instancia como asistente de dirección, dirección artística, continuidad y doble de luces, colaboró con directores como Costa-Gavras, John Schlesinger, John Huston (Bajo el Volcán, 1984) y Arturo Ripstein (Mentiras Piadosas, 1988).
Durante los años de 1980 y 1990, trabajo en más de 20 filmes y diversos trabajos.
En 1991 por decisión propia decide abandonar su profesión para dedicarse por completo al video arte. En el año 2016 regresa a la Industria del Cine para editar el documental de su hermana María José Cuevas "Bellas de Noche".
Para Ximena Cuevas el cine nunca estuvo en relación con el poder sino más con la libertada del juego, principio que le fue inculcado por su padre desde niña.
La obra de Ximena Cuevas resulta poco conocida en México debido, a la difícil relación que tuvo con su padre, que ella consideraba una circunstancia de dos caras, pues por un lado le podía abrir puertas pero por el otro lado se las podía cerrar.
A finales de la década de los 80, motivada por el camino abierto por Pola Weiss, Andrea Di Castro y Sarah Minter, Cuevas empezó a considerar el cine experimental como una alternativa definitiva para su exploración artística.
Fue fundadora a principios de los 90, junto con Rafael Corkidi, Doménico Campelo, Eduardo Vélez, etcétera, del grupo Cosa Nostra, una especie de “mafia de la intervención” que pretendía insertar momentos fílmicos en situaciones fuera de contexto. Después de una proyección en el Museo de Antropología en septiembre de 1992, este grupo fue apoyado en las columnas de cine del crítico Jorge Ayala Blanco con el artículo “Viva el Post Cine”. Este cúmulo de experiencias, guiadas siempre por el deseo de jugar, tuvo como consecuencia lógica el desarrollo de un lenguaje particular en el vídeo.
La obra de Cuevas es reconocida como una contribución significativa para la lectura de las últimas dos décadas del siglo XX y la primera del XXI, particularmente en su país natal, ya que a menudo su trabajo ofrece un comentario que ironiza aspectos culturales, políticos y sociales, además de explorar, desde una perspectiva feminista antisolemne, el rol de la mujer en la sociedad contemporánea. El lesbianismo y la identidad de género son también temas recurrentes en su producción.
Para Ximena Cuevas el videoarte es una forma de contar y ser libres sin pedir permiso a nadie, donde se puede expresar lo más profundo del ser mediante el uso de tecnologías dan esa libertad como es el lápiz para un dibujante.
Además de su labor formal como artista, Ximena Cuevas ha desempeñado trabajos de coordinación, producción y edición con Marcela Fernández Violante (para quien Ximena editó el cortometraje De cuerpo presente, 1997), Jesusa Rodríguez (Víctimas del Pecado Neoliberal, 1995) y Astrid Hadad (Las Reinas Chulas], y en 2015, por invitación de Isela Vega, para trabajar en el homenaje a los 40 años de vida artística de Juan Gabriel, referente indiscutible de la cultura popular mexicana. Desde 2011 Cuevas vive alternativamente en el estado de Guerrero y se ha involucrado apasionadamente en la conservación de la tortuga marina.

## Premios
Ha recibido el Certificado al Mérito del Festival Internacional de Cine de Chicago en 1993, el Premio Barbara Aranofsky Latham en 2001 y el Premio al mejor Vídeo Experimental en la 18 edición del Festival de Cine de San Antonio (2012).
También recibió numerosos subsidios y premios como Eastman Kodak y Rockerfeller-MacArthur-Lampida Foundations.
Fue nominada como la mejor editora en el documental "Bellas de Noche" por La Academia Mexicana de Artes y Ciencias Cinematográficas además de ser nominada a los premios Ariel.

## Descripción de algunas de sus obras

### Corazón Sangrante (1993)
Video contemporáneo visual y rítmico que narra mediante una canción popular (género bolero) del mismo nombre, la idealización de la pérdida de un ser o amor perdidos. Colaboró con Astrid Hadad y Omar Ortiz en la elaboración de la canción con una compleja y rica diversidad en el texto que se sitúa dentro de diferentes prácticas discursivas y en el proceso avanza diversas nociones teóricas de posmodernismo, feminismo, performance y estudios de medios donde las palabras se transforman en imágenes.

### Medias Mentiras (1995)
Es la representación de un viaje ficticio a través de la Ciudad de México, con un toque humorístico documenta la religiosidad y la espiritualidad que se han mantenido en el mundo moderno con el paso de los días, marcando en el aumento de problemas, situaciones de tráfico vehicular y de pequeños dramas personales.

### Cama (1998)
Esta obra, hace referencia al ideal católico del matrimonio interrumpido por metrajes antiguos de pornografía, donde se ven interrupciones físicas con imágenes de sexualidad desencadenada que va de las restricciones morales y narrativas a las de un matrimonio estable.

### Diablo en la piel (1998)
Mediante el uso del producto Vick Vaporub y la representación de una tragedia casera se conforma la transgresión de la persona a través de la piel. En este trabajo su propósito es ir revelando las apariencias y las mentiras de la gente.

### Staying Alive (2001)
Se trata de un espacio doméstico cotidiano estructurado por un flujo donde prevalecen la pasividad y la superficialidad con las que se  afronta la supervivencia causada por la soledad que provoca la cultura de la televisión que emite un calor artificial.

### Marca Registrada (2001)
Es una videoinstalación en la que se reflexiona sobre lo inaccesible que resultan los objetos exhibidos en las vitrinas comerciales para la mayoría de la población.

### Tómbola (2001)
Intervención realizada en el programa de televisión abierta llamada "Tómbola", se cuestiona a la sociedad que se encuentra fascinada con el espectáculo y su vacuidad, donde en una parte del programa encara al espectador por medio del silencio para proceder a una serie de preguntas en busca de una respuesta, en donde la era del consumo global el Internet y la Televisión son los principales medios de comunicación y desempeñan un papel importante dentro de la sociedad.

### Cinépolis, la capital del cine (2003)
Es la representación de la vida desde la perspectiva de una película, donde México es engullido por la cultura de Estados Unidos.

## Videografía
- Sketchbook (1983)
- Antes de la televisión (1983)
- Las 3 muertes de Lupe (1983–84)
- Noche de paz (1989)
- Corazón sangrante (1993)
- Sketches for Half Lie (1994)
- For Me to Love You (1994)
- Un Dios para Cordelia (1995)
- Introduction (1989-1995)
- Half Lies (1995)
- Half Lies, Paper Illusions (1983-1997)
- Paper Bodies (1997)
- El diablo en la Piel (1998)
- Cama (1998)
- Sleepworld Vol. 1 (1998-1999)
- Calzoda de Kansas (1999)
- Natural Instincts (1999)
- Soulmates (1999)
- Fate (1999)
- Hawaii (1999)
- Contemporary Artist (1999)
- We´re Here to Serve (1999)
- Baba de Perico (1999)
- Help (1999)
- Marca registrada (2001)
- Tómbola (2001)
- Staying Alive (2001)
- Turistas (2001–2002)
- Planetario (2002)
- Colchones Individuales (2002)
- Cinépolis, la capital del cine (2003)
- Someone Behind the Door (2005)
- Bellas de Noche (2016)